# Neulengbach
Neulengbach is een gemeente in de Oostenrijkse deelstaat Neder-Oostenrijk, gelegen in het district Sankt Pölten Land. De gemeente heeft ongeveer 7100 inwoners.

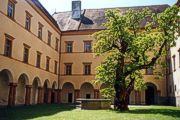
Binnenhof van Burg Neulengbach

## Geografie
Neulengbach heeft een oppervlakte van 51,64 km². Het ligt in het noordoosten van het land, ten westen van de hoofdstad Wenen en in de buurt van de deelstaathoofdstad Sankt Pölten.
Altlengbach · Asperhofen · Böheimkirchen · Brand-Laaben · Eichgraben · Frankenfels · Gerersdorf · Hafnerbach · Haunoldstein · Herzogenburg · Hofstetten-Grünau · Inzersdorf-Getzersdorf · Kapelln · Karlstetten · Kasten bei Böheimkirchen · Kirchberg an der Pielach · Kirchstetten · Loich · Maria-Anzbach · Markersdorf-Haindorf · Michelbach · Neidling · Neulengbach · Neustift-Innermanzing · Nußdorf ob der Traisen · Ober-Grafendorf · Obritzberg-Rust · Perschling · Prinzersdorf · Pyhra · Rabenstein an der Pielach · Schwarzenbach an der Pielach · St. Margarethen an der Sierning · Statzendorf · Stössing · Traismauer · Weinburg · Wilhelmsburg · Wölbling
- Gemeinsame Normdatei: 4041812-1
- Library of Congress Control Number: n82031597
- MusicBrainz: 04ae1743-4ca7-4494-8563-031dab1b93b4
- Nationale Bibliotheek van Tsjechië: ge643595
- Nationale Bibliotheek van Israël: 987007559748405171
- Virtual International Authority File: 138393085
- WorldCat: E39PBJdh3cFHVRdmGRMgvhKfMP